# Свен I Рашљобради
Свен I Рашљобради  (око 960—3. фебруар 1014. у Гејнсбороу, Енглеска) је био краљ Данске (986—1014) и краљ Норвешке (986—995 и 1000—1014) и врло кратко био је краљ Енглеске (1013—1014). Као краљ Данске и Норвешке наследио је свога оца Харалда Плавозубог око 986. године.

## Хришћанство у Данској око 965.
Био је први дански краљ, који је имао кованице по свом лику. Верује се да је рођен око 960, дакле пре него што је његов отац прихватио хришћанство око 965. године. Када је краљевска породица прихватила хришћанство, Свен је добио име Отон по великом немачком цару Отону Великом, али то име није користио.
Током његове власти радије је примао свештенике из Енглеске, него свештенике из Хамбурга. Немачки цареви су се иначе ширили тако да би најпре долазили мисионари и бискупи, а после тога би следило освајање. То се дешавало по словенским земљама источно од Немачке, где би најпре Отон Велики поделио земљу бискупима, а онда би следила анексија.

## Освајање Норвешке
После погибије норвешког краља Улава I Тригвасона у поморској бици код Сволдера, Свејн Рашљобради је освојио Норвешку. Улав I се враћао 1000. године са 11 бродова после једне експедиције. Ухваћен је у заседи у западном Балтику од стране савеза Свејна Рашљобрадог и краља Шведске Олофа Шведског. Данци и Швеђани су имали 60 бродова, па су искористили надмоћ и уништавали један по један норвешки брод.

## Освајање Енглеске
Енглески краљ Етелред II је наредио покољ свих Данаца у Енглеској 1002. године. Свенова сестра је била једна од жртава. Данци се свете низом напада на Енглеску (1003—1005, 1006 — 1007. и 1009—1012). Енглези су били присиљени да плаћају данак. Потпуну инвазију Енглеске Свен Рашљобради је извео 1013. године. То је била велика инвазија. Врло брзо су се енглески племићи и грађани покоравали Данцима. Давали су таоце као залог лојалности. Освојио је и Винчестер и кренуо је на Лондон.
Становници Лондона су уништили мостове, а Свен Рашљобради је ту претрпио тешке губитке и повукао се. Лондон је одолевао, али остао је сам, једини непокорени град. Цела Енглеска се предала сем Лондона. Кад је енглески краљ Етелред II побегао у Нормандију, Лондон се предао, а Свен је прихваћен као краљ Енглеске на Божић 1013. године.

## Краткотрајна власт
Свен I Рашљобради је владао Енглеском само 5 недеља, јер умире 3. фебруара 1014. године. У Данској га је наследио Харалд II. Данска флота је прогласила његовог сина Кнута Великог краљем Енглеске.

## Породично стабло
|  |                      |  |  |  |  |  |  |  |  |  |  |  |  |  |  |  |
|  | 2. Харалд Плавозуби  |  |  |  |  |  |  |  |  |  |  |  |  |  |  |  |
|  |                      |  |  |  |  |  |  |  |  |  |  |  |  |  |  |  |
|  |                      |  |  |  |  |  |  |  |  |  |  |  |  |  |  |  |
|  | 1. Свен I Рашљобради |  |  |  |  |  |  |  |  |  |  |  |  |  |  |  |
|  |                      |  |  |  |  |  |  |  |  |  |  |  |  |  |  |  |
|  |                      |  |  |  |  |  |  |  |  |  |  |  |  |  |  |  |
|  | 3. Gyrid of Sweden   |  |  |  |  |  |  |  |  |  |  |  |  |  |  |  |
|  |                      |  |  |  |  |  |  |  |  |  |  |  |  |  |  |  |
|  |                      |  |  |  |  |  |  |  |  |  |  |  |  |  |  |  |